# Эгбал, Манучехр
Манучехр Эгбал (перс. منوچهر اقبال‎) — политический и государственный деятель Ирана. С 1957 по 1960 год занимал должность премьер-министра Ирана во время правления шаха Мохаммеда Резы Пехлеви.

## Биография
Родился 14 октября 1909 года в иранском городе Мешхеде. В 1926 году окончил среднюю школу в своём родном городе, после чего продолжил обучение во Франции. В 1933 году окончил медицинский факультет в Парижском университете, специализация — инфекционные болезни. Затем вернулся в Иран и поступил на службу в вооружённые силы, а в 1935 году был назначен на должность главы муниципального департамента здравоохранения Мешхеда. В 1939 году начал работать на медицинском факультете Тегеранского университета в качестве профессора.
В 1942 году Манучехр Эгбал решил заняться политической карьерой и был назначен на должность заместителя министра здравоохранения Ирана. В этот период времени Иран находился под оккупацией британских и советских войск, а также страдал от внутренних неурядиц. С 1944 по 1950 год Манучехр Эгбал занимал должность министра здравоохранения Ирана. С 1950 по 1951 год являлся генерал-губернатором Иранского Азербайджана.
В 1953 году стал сенатором в парламенте Ирана, а в 1954 году был назначен на должность президента Тегеранского университета.

## Премьер-министр (апрель 1957 – август 1960)
3 апреля 1957 года Манучехр Эгбал стал премьер-министром Ирана и распорядился выделить из бюджета 7 миллиардов риалов на развитие промышленности сельского хозяйства. Данные меры имели положительный эффект и сказались на росте экономики Ирана.
В 1958 и 1959 годах были сформированы две партии: партия «Меллиюн» под руководством тогдашнего премьер-министра доктора Манучехра Эгбаля и партия «Мардом» под руководством Ассадоллы Аляма. Режим надеялся, что англо-американской двухпартийной система, правительственная партия и лояльная оппозиционная партия, будет соответствовать желаниям политически сознательного населения Ирана. В 1960 году, полагая, что остатки сторонников свергнутого премьер-министра Мосаддыка не смогут снова возродить «Национальный Фронт» и не будут достаточно сильными, чтобы привлечь много сторонников, и что две правительственные партии смогут эффективно организовать поддержку электората, «Национальному Фронту» было разрешено вести кампанию за места в 20-м меджлисе. Шахский режим объявил, что будут проведены свободные выборы, однако за очень короткий период новый «Национальный Фронт» смог мобилизовать значительную поддержку, и правительство сочло необходимым ограничить выборы утверждёнными кандидатами. После выборов шах отреагировал на широко распространённый протест общественности касательно грубой фальсификации результатов выборов. В итоге шах аннулировал итоги выборов. Премьер-министр Эгбал был вынужден уйти в отставку.
После отставки с поста премьер-министра Манучехр Эгбал в 1963 году стал исполнительным директором Национальной иранской нефтяной компании.
Скончался 25 ноября 1977 года в Тегеране от сердечного приступа. Был женат на гражданке Франции, в браке родились трое дочерей.